# 진성로 (진천 음성)
진성로(Jinseong-ro)는 충청북도 진천군 진천읍에서 충청북도 음성군 금왕읍 정생교차로를 잇는 충청북도의 도로이다.

## 주요 경유지
충청남도
- 진천군 (진천읍 - 덕산읍 - 맹동면) - 음성군 (금왕읍)

## 노선 경로
전 구간 국도 제21호선에 속하므로 이 노선에 대한 별도 표기는 생략한다.
| 이름                               | 접속 노선                              | 소재지        | 소재지        | 비고          |
| 덕금로와 직결                      | 덕금로와 직결                          | 덕금로와 직결 | 덕금로와 직결 | 덕금로와 직결 |
| ---------------------------------- | -------------------------------------- | ------------- | ------------- | ------------- |
| 가산 교차로                        | 가산길                                 | 진천군        | 진천읍        |               |
| 가암교                             |                                        | 진천군        | 진천읍        |               |
| 가산교                             |                                        | 진천군        | 진천읍        |               |
|                                    | 덕산읍                                 | 진천군        |               |               |
| 매산교 매산1교                     |                                        | 진천군        |               |               |
| 산수 교차로 (산수교)               | 산수산단로                             | 진천군        |               |               |
| 한천교                             |                                        | 진천군        |               |               |
| 옥동 교차로 (옥동교)               | 지방도 제513호선 (초금로)              | 진천군        |               |               |
| 용몽 교차로 (용몽교)               | 원봉로 용몽로                          | 진천군        |               |               |
| 신돈 교차로 (신돈교)               | 지방도 제533호선 (원중로)              | 음성군        | 맹동면        |               |
| 본성 교차로 (본성교)               | 지방도 제533호선 (덕금로)              | 음성군        | 맹동면        |               |
| 본성1교                            |                                        | 음성군        | 맹동면        |               |
| 마산 교차로 (마산교)               | 지방도 제533호선 (대동로)              | 음성군        | 맹동면        |               |
| 삼봉교                             |                                        | 음성군        | 금왕읍        |               |
| 금왕꽃동네 나들목 (금왕꽃동네IC교) | 40호선 평택제천고속도로 맹동산단지원로 | 음성군        | 금왕읍        |               |
| 유촌 교차로 (유촌IC교)             | 유촌로                                 | 음성군        | 금왕읍        |               |
| 새터교                             |                                        | 음성군        | 금왕읍        |               |
| 오선산업단지 교차로                | 오선산단로                             | 음성군        | 금왕읍        |               |
| 오선2교                            |                                        | 음성군        | 금왕읍        |               |
| 오선 교차로 (오선IC교)             | 국가지원지방도 제82호선 (대금로)       | 음성군        | 금왕읍        |               |
| 가진교                             |                                        | 음성군        | 금왕읍        |               |
| 내송 교차로 (내송IC교)             | 지방도 제329호선 (금일로)              | 음성군        | 금왕읍        |               |
| 덕동교 굴암교 응천교               |                                        | 음성군        | 금왕읍        |               |
| 정생 교차로                        | 국도 제37호선 (생음대로)               | 음성군        | 금왕읍        |               |

## 주요 건물 및 시설
- 현대자동차 블루핸즈 진천북부점 (진성로 496/옥동리 146)
- SK에너지 옥동주유소 (진성로 503/옥동리 161-1)
- HD현대오일뱅크 성진티엘에스 주유소 (진성로 554/옥동리 113-2)